# Bell 412
Bell 412 är en helikopter tillverkad av Bell Helicopter. Bell 412 tillhör en helikoptergren som börjar med Bell 204 (I Sverige kallad hkp 3), därefter kommer Bell 205 (större kabin), Bell 212 (två motorer) samt slutligen Bell 412 (fyra rotorblad, istället för två). Utvecklingen av helikoptern började i slutet av 1970-talet och den första prototypen flög i augusti 1979. Helikoptern började levereras till kund i januari 1981.

Första versionen av helikoptern kallades 412 (Basic). Därefter följde 412SP (Special Performance), 412HP (High Performance), 412EP (Extended Performance) samt 412EPI (Extended Performance Integrated avionics). Helikoptern har även licenstillverkats av Augusta (Italien) samt IPTN (Indonesien). Totalt är över 700 exemplar tillverkade.

## Användning i svenska försvarsmakten - helikopter 11

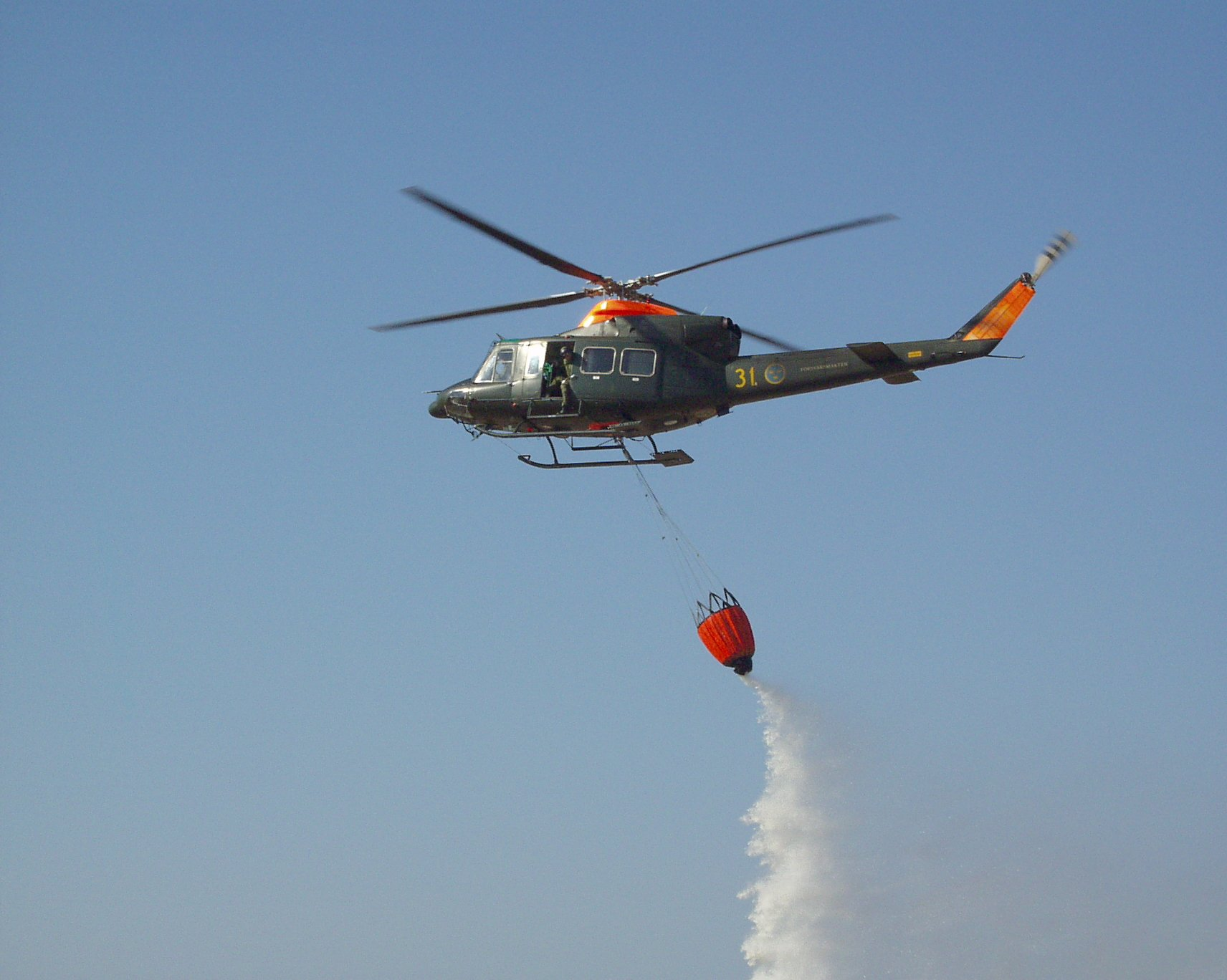
Helikopter 11 under förevisning i Halmstad år 2004

Helikopter 11 (hkp 11) var den svenska Försvarsmaktens typbeteckning på Agusta-Bell 412HP och användes (inledningsvis) som ambulanshelikopter och därefter som transporthelikopter. Hkp 11 var i tjänst fram till den 29 november 2004, då den sista flygningen i Försvarsmakten genomfördes i aktiv tjänst.

### Hkp 11 i Arméflyget

#### Anskaffning
Sedan 1970-talet hade frågan om en utökning av antalet civila ambulanshelikoptrar för det civila samhället diskuterades och utreddes. År 1990 avsatte regeringen 75 miljoner kronor avsedd för anskaffning av civila ambulanshelikoptrar. Då försvarsutskottet under många år pekat på bristande sjuktransportkapacitet med helikopter i händelse av krig, erbjöds Försvarsmakten att utnyttja dessa pengar för inköp av militära helikoptrar. En förutsättning var dock att chefen för Armén bidrog med samma summa pengar samt att dessa helikoptrar i fredstid skulle erbjudas landstingen (sjukvårdshuvudmännen) för ambulanshelikoptertransporter.
Försvarets avsikt var inte att påbörja anskaffning av en ny transporthelikopter. Istället var avsikten att avlasta användningen av hkp 3 i fredstid på grund av dess höga flygtimpris, att låta den ingå som transporthelikopter i krigsorganisationen samt erbjuda landstingen ambulanshelikoptertransporter. Detta skulle ske under en tioårsperiod, varefter hkp 11, i samband med att en ny transporthelikopter anskaffades skulle avyttras.
Avsikten var att finna sex hkp 3-lika, tvåmotoriga, helikoptrar. Under projektets gång steg dollarkursen och chefen för Armén tvingades minska antalet helikoptrar till fem. Offert begärdes in från Bell, Agusta, Eurocopter, Sikorsky samt Westland. De tre förstnämnda lämnade offert, av vilka Bell samt Augusta uppfyllde kraven. Valet kom att falla på Augusta, främst då offerten i huvudsak var bunden till den svenska kronan (på så sätt kunde man undvika valutarisken). Fem Augusta-Bell 412HP med utrustning, utbildning samt underhåll inhandlades till en kostnad av omkring 200 miljoner kronor, av dessa pengar stod regeringen för 87 miljoner kronor. Helikopterindividerna namngavs efter italienska filmstjärnor; K 31 till Anna (Magnani), K 32 till Claudia (Cardinale), Z 33 till Gina (Lollobrigida), Z 34 till Sophia (Loren) och Z 35 till Isabella (Rosselini). Namnen stod på helikopternosens högra sida.

#### Uppbyggnadsfas
Då beställningen av hkp 11 lagts, upprättades 1993 ett ambulanshelikopterkompani vid AF 1 i Boden. Där placerades de flygförare och tekniker som skulle utbildas på den nya typen. Verksamheten inleddes med att ett antal flygförare åkte till Italien för att lära sig flyga helikoptertypen. De flög därefter hem tre begagnade 412:or. Dessa interimsmaskiner hyrdes för att användas till att utbilda den övriga personalen samt att användas fram till dess de beställda helikoptrarna levererades.

##### Helikopterindivider (leasing)
| Tillv. serienr | Militärt reg nr | Fen- nummer | Operativ i Försvarsmakten | Kommentar          |
| -------------- | --------------- | ----------- | ------------------------- | ------------------ |
| 25507          | 11337           | 37          | 1993–1994                 | Augusta-Bell 412   |
| 25602          | 11338           | 38          | 1993–1994                 | Augusta-Bell 412SP |
| 25503          | 11339           | 39          | 1993–1994                 | Augusta-Bell 412   |

1. ↑  Det militärt registreringsnummer är ett unikt individnummer som Flygvapnets luftfartyg är registrerat med i det (svenska) militära luftfartygsregistret.
2. ↑  Fennumret står på skrovet på Flygvapnets luftfartyget i syfte att visuellt lätt kunna identifiera individen.

#### Operativ tjänst
I mars 1994 anländer den första hkp 11 till AF 1, under året anländer även de övriga fyra. Huvudavsikten med att använda hkp 11 i fredtid var att Arméflyget skulle kunna sätta upp en till fyra ambulanshelikopterstationer i Sverige. Tanken var att de landsting som hyrde in en ambulanshelikopter av Försvarsmakten enbart skulle betala Försvarsmakts merkostnader för verksamheten. Så kostnaden för inköp av helikoptern, utbildning av personal och personalens grundlön med mera skulle landstinget inte behöva betala, då helikoptern användes för att träna Försvarsmaktens personal för krigsuppgiften.
På grund av de civila helikopteroperatörernas häftiga reaktion över att arméhelikoptrar skulle användas till att lösa civila uppgifter föreslog regeringen att Arméflyget skulle konkurrera på "lika" villkor. Det innebar att landstingen i princip belastades med hela kostnaden att driva en ambulanshelikopterbas och eftersom 412 är en betydligt större helikopter än många av de civila helikoptrarna blev kostnaden högre än vad de civila företagen kunde erbjuda. Västerbottens läns landsting blev därför det enda landsting att anta Försvarsmaktens anbud för ambulanshelikopter. AF 1 stationerade en hkp 11 i Lycksele åren 1995–2002.
År 1995 omorganiserades ambulanshelikopterkompaniet istället till en pluton vid transporthelikopterkompaniet. Därmed var ambulansverksamheten inte längre huvudsysslan för hkp 11, istället började helikoptern användas som transporthelikopter. Helikoptern var bland annat tänkt att kunna transporteras sju jägarsoldater (grupp) med utrustning eller genomföra militär sjuktransport av sex bårfall.
Hkp 11 var i tjänst i Arméflyget fram till 1997, då alla helikopterindivider överfördes 1998 till det nybildade förbandet Helikopterflottiljen.

##### Helikopterindivider
| Tillv. serienr | Militärt reg nr | Fen- nummer | Operativ i Försvarsmakten | Kommentar                                  | Bild |
| -------------- | --------------- | ----------- | ------------------------- | ------------------------------------------ | ---- |
| 25801          | 11331           | 31          | 1994–2004                 | Såld till Spanien (EC-JTD)                 |      |
| 25802          | 11332           | 32          | 1994–2004                 | Såld till Tyskland (D-HHAA)                |      |
| 25803          | 11333           | 33          | 1994–2004                 | Såld till Spanien (EC-JRY), havererad 2011 |      |
| 25804          | 11334           | 34          | 1994–2003                 | Havererad                                  |      |
| 25805          | 11335           | 35          | 1994–2004                 | Såld till Spanien (EC-JNP), havererad 2007 |      |

### Hkp 11 i Helikopterflottiljen
År 1998 skapades ett försvarsmaktsgemensamt helikopterförband (Helikopterflottiljen) genom att slå ihop de olika helikopterresurserna i Försvarsmakten. I och med detta överfördes de fem hkp 11 från Arméflyget till Helikopterflottiljen. I denna organisation fick hkp 11 senare en ny roll som transporthelikopter. År 2000 flyttades två hkp 11 från Boden till Malmen. Hkp 11 var i tjänst i fram till 2004 och kom (indirekt) att ersättas av hkp 14. Totalt flög systemet drygt 19000 timmar i Försvarsmakten.

#### Haverier
- Den 25 mars 2003 förlorade  förarna kontrollen över Z 34 som med hög sjunkhastighet slog genom Bottensjöns is (Karlsborg) och sjönk. En person omkom och helikoptern förstördes. [9] Se Helikopterolyckan vid Bottensjön.